# 2. slovenská fotbalová liga 2001/2002
V soubojích 9. ročníku 2. slovenské fotbalové ligy 2001/02 se utkalo 16 týmů dvoukolovým systémem podzim - jaro.
Nováčky soutěže se staly FC Spartak Trnava (sestup z Mars superligy) a čtyři vítězové regionálních skupin 3. ligy - ŠK Slovan Bratislava „B“, TJ Calex Zlaté Moravce, ZSNP Žiar nad Hronom a FK Bukocel Vranov nad Topľou.
Vítězem a zároveň i jediným postupujícím se stal tým FC Spartak Trnava. Do 3. ligy sestoupily poslední čtyři mužstva tabulky - ZSNP Žiar nad Hronom, MFK VTJ Topoľčany, FK Bukocel Vranov nad Topľou a TJ Calex Zlaté Moravce.

## Konečná tabulka
| Poř. | Tým                          | Z  | V  | R  | P  | VG | OG | B   |
| ---- | ---------------------------- | -- | -- | -- | -- | -- | -- | --- |
| 1.   | FC Spartak Trnava            | 30 | 18 | 7  | 5  | 61 | 22 | 61  |
| 2.   | FC Steel Trans Ličartovce    | 30 | 15 | 9  | 6  | 47 | 28 | 54  |
| 3.   | FC Rimavská Sobota           | 30 | 14 | 10 | 6  | 40 | 31 | 52  |
| 4.   | FK NCHZ Nováky               | 30 | 14 | 8  | 8  | 47 | 28 | 50  |
| 5.   | FO ŽP ŠPORT Podbrezová       | 30 | 13 | 6  | 11 | 29 | 23 | 45  |
| 6.   | FK Dukla Banská Bystrica     | 30 | 11 | 11 | 8  | 44 | 32 | 44  |
| 7.   | FC Nitra                     | 30 | 12 | 7  | 11 | 41 | 34 | 43  |
| 8.   | FK DAC 1904 Dunajská Streda  | 30 | 11 | 10 | 9  | 42 | 38 | 43  |
| 9.   | ŠK Slovan Bratislava „B“     | 30 | 12 | 7  | 11 | 34 | 32 | 43  |
| 10.  | FK VTJ Koba Senec            | 30 | 12 | 9  | 9  | 36 | 27 | 42  |
| 11.  | 1. HFC Humenné               | 30 | 10 | 9  | 11 | 35 | 38 | 39  |
| 12.  | ŠKP Devín                    | 30 | 10 | 9  | 11 | 34 | 41 | 39  |
| 13.  | ZSNP Žiar nad Hronom         | 30 | 9  | 9  | 12 | 36 | 36 | 36  |
| 14.  | MFK VTJ Topoľčany            | 30 | 8  | 12 | 10 | 33 | 37 | 36  |
| 15.  | FK Bukocel Vranov nad Topľou | 30 | 2  | 10 | 18 | 21 | 62 | 16  |
| 16.  | TJ Calex Zlaté Moravce       | 30 | 0  | 5  | 25 | 15 | 85 | - 7 |

Poznámky
- Senci byly odebrány 3 body po zápase s Rimavskou Sobotou, v kterém viceprezident Stanislav Krajčo hodil láhev po vedoucím soupeřova mužstva.
- Calexu Zlaté Moravce bylo odebráno 12 bodů za inzultaci rozhodčího v zápase s Topoľčany.
- Z = Odehrané zápasy; V = Vítězství; R = Remízy; P = Prohry; VG = Vstřelené góly; OG = Obdržené góly; B = Body

|  | postup do 1. ligy 2002/03 |
|  | sestup do 3. ligy 2002/03 |